# Maylandia

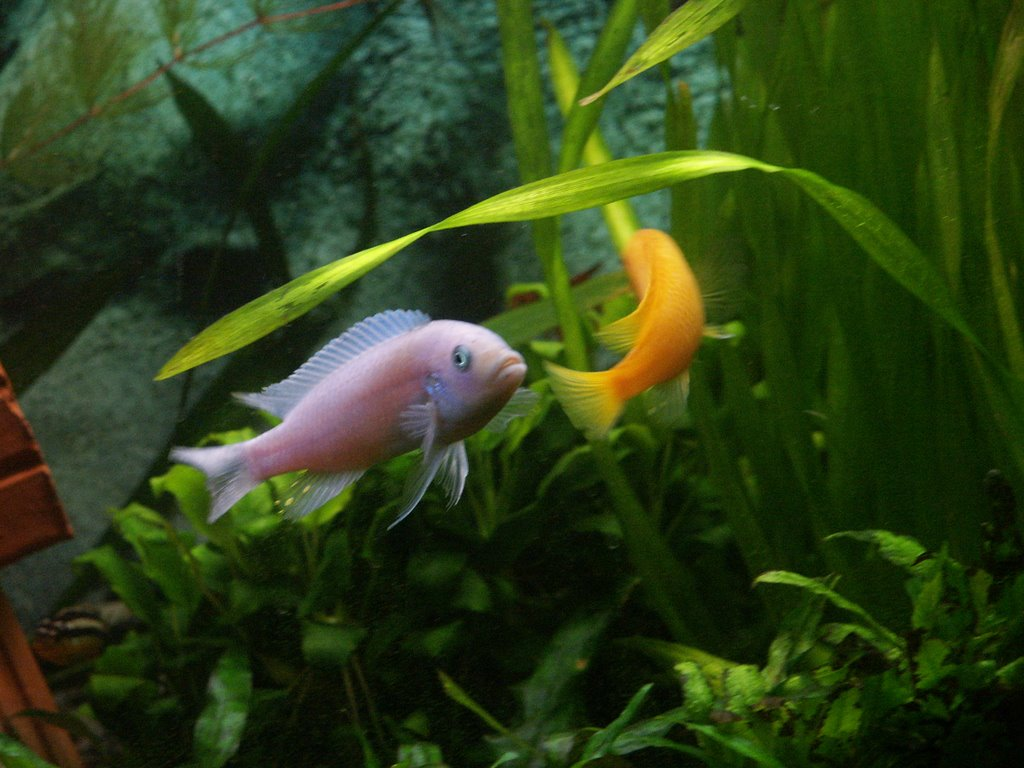
Maylandia zebra

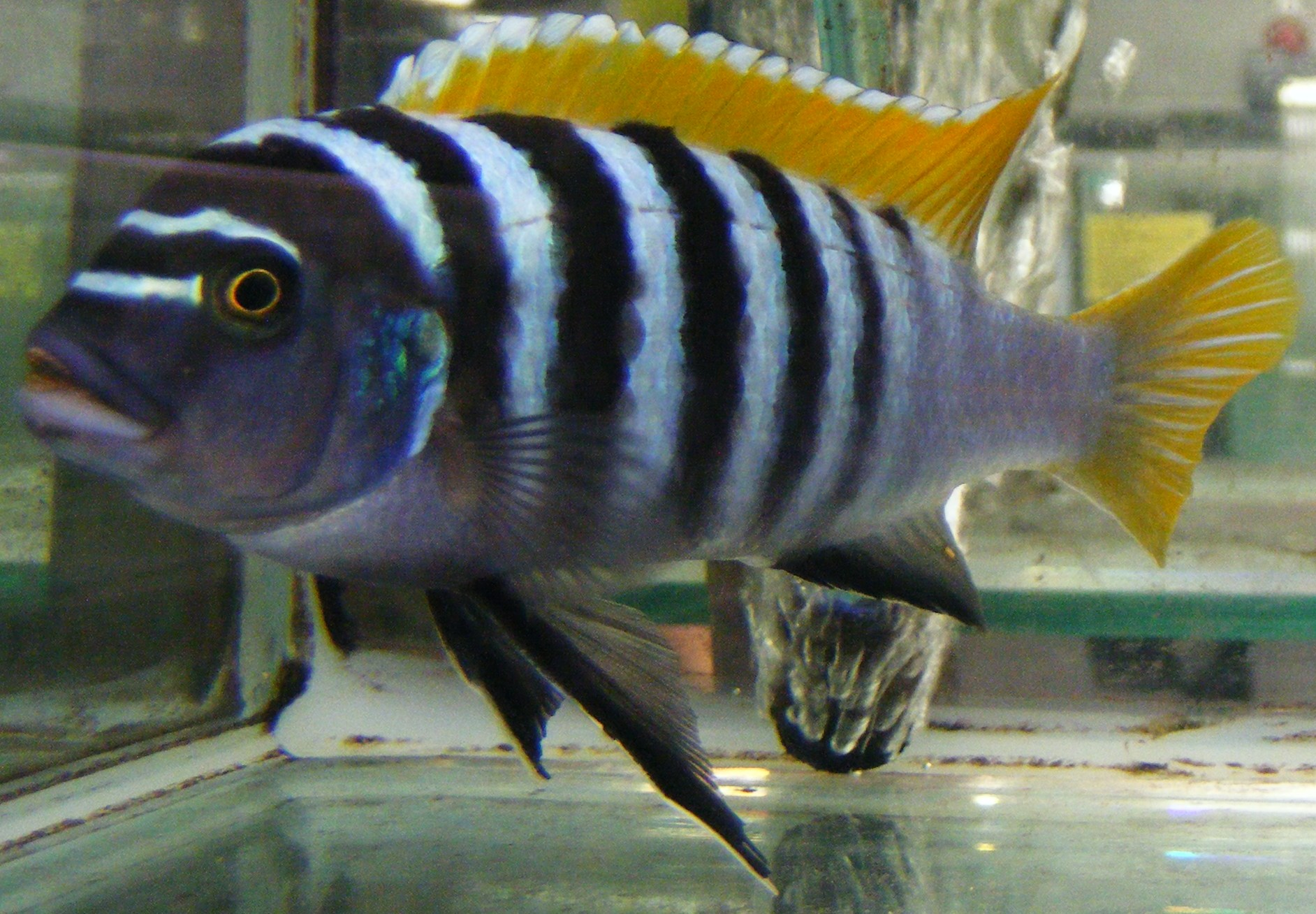
Mascle de Maylandia emmiltos

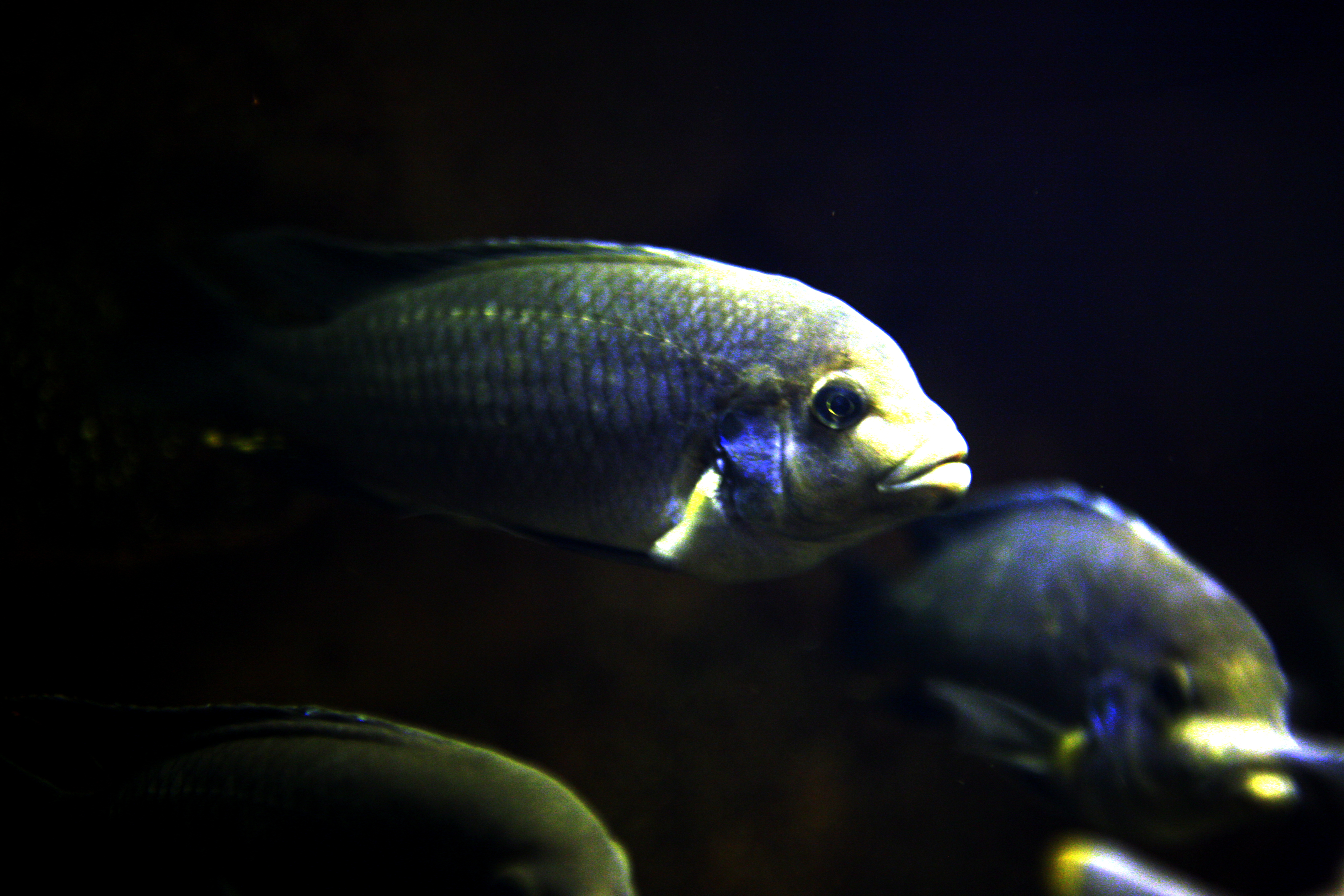
Maylandia zebra

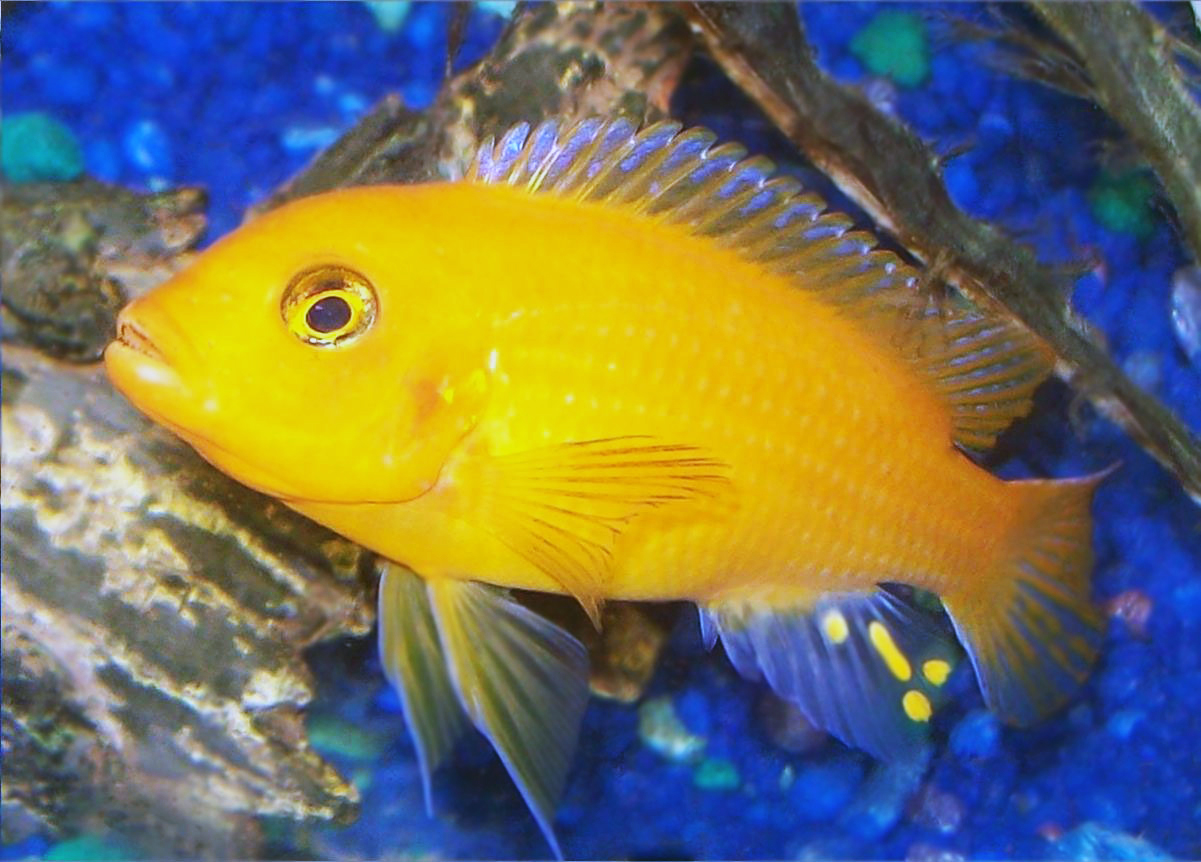
Mascle de Maylandia estherae

Maylandia és un gènere de peixos de la família dels cíclids i de l'ordre dels perciformes.

## Etimologia
El seu nom científic honora la figura de l'ictiòleg alemany Hans J. Mayland.

## Descripció
Els mascles són capaços d'assolir els 14 cm de llargària màxima, mentre que les femelles no depassen dels 10. Cos robust.

## Reproducció
Són ovípars i incubadors bucals.

## Alimentació
En estat salvatge i segons l'espècie en qüestió, mengen plàncton, algues, ectoparàsits d'altres peixos i invertebrats que troben a la capa de llim que cobreix la sorra o les roques a molts indrets, mentre que en captivitat es nodreixen d'aliments en forma d'escates o granulat especial per a cíclids (no és aconsellable alimentar-los amb larves de mosquit).

## Distribució geogràfica
Es troba a l'Àfrica oriental: el llac Malawi (Moçambic, Malawi i Tanzània). Maylandia lombardoi ha estat introduït a Israel.

## Taxonomia
- Maylandia aurora (Burgess, 1976)[11]
- Maylandia barlowi (McKaye & Stauffer, 1986)[12]
- Maylandia benetos (Stauffer, Bowers, Kellogg i McKaye, 1997)[1]
- Maylandia callainos (Stauffer i Hert, 1992)[13]
- Maylandia chrysomallos (Stauffer, Bowers, Kellogg i McKaye, 1997)[1]
- Maylandia cyneusmarginata (Stauffer, Bowers, Kellogg i McKaye, 1997)[1]
- Maylandia elegans (Trewavas, 1935)[14]
- Maylandia emmiltos (Stauffer, Bowers, Kellogg i McKaye, 1997)[1]
- Maylandia estherae (Konings, 1995)[15]
- Maylandia flavifemina (Konings & Stauffer, 2006)[16]
- Maylandia glaucos (Ciccotto, Konings & Stauffer, 2011)[17]
- Maylandia greshakei (Meyer i Foerster, 1984)[18]
- Maylandia hajomaylandi (Meyer i Schartl, 1984)[19]
- Maylandia heteropicta (Staeck, 1980)[20]
- Maylandia lanisticola (Burgess, 1976)[21]
- Maylandia livingstonii (Boulenger, 1899)[22]
- Maylandia lombardoi (Burgess, 1977)[23]
- Maylandia mbenjii (Stauffer, Bowers, Kellogg i McKaye, 1997)[1]
- Maylandia melabranchion (Stauffer, Bowers, Kellogg i McKaye, 1997)[1]
- Maylandia mossambica (Ciccotto, Konings & Stauffer, 2011)[17]
- Maylandia nkhunguensis (Ciccotto, Konings & Stauffer, 2011)[17]
- Maylandia phaeos (Stauffer, Bowers, Kellogg i McKaye, 1997)[1]
- Maylandia pursa (Stauffer, 1991)[24]
- Maylandia pyrsonotos (Stauffer, Bowers, Kellogg i McKaye, 1997)[1]
- Maylandia sandaracinos (Stauffer, Bowers, Kellogg i McKaye, 1997)[1]
- Maylandia sciasma (Ciccotto, Konings & Stauffer, 2011)[17]
- Maylandia thapsinogen (Stauffer, Bowers, Kellogg i McKaye, 1997)[1]
- Maylandia xanstomachus (Stauffer i Boltz, 1989)[25]
- Maylandia xanthos (Ciccotto, Konings & Stauffer, 2011)[17]
- Maylandia zebra (Boulenger, 1899)[22][26][27]

## Vida en captivitat
Necessiten aquaris de 200 litres de capacitat en endavant, decorats amb moltes roques (roca calcària, grava de corall, etc.) i una temperatura constant de 26 °C.

## Estat de conservació
Totes les espècies d'aquest gènere apareixen a la Llista Vermella de la UICN a causa de la sedimentació, la pesca de subsistència, les seues migrades distribucions territorials i les captures amb destinació al comerç internacional de peixos ornamentals.

## Observacions
Són populars com a peixos d'aquari.